# Helmut Cämmerer
Helmut Cämmerer (Hamburgo, 5 de mayo de 1911-Buchholz in der Nordheide, 4 de octubre de 1997) fue un deportista alemán que compitió en piragüismo en la modalidad de aguas tranquilas.
Participó en los Juegos Olímpicos de Berlín 1936, obteniendo una medalla de plata en la prueba de K1 1000 m. Ganó una medalla de plata en el Campeonato Mundial de Piragüismo de 1938 y dos medallas en el Campeonato Europeo de Piragüismo, oro en 1933 y plata en 1934.

## Palmarés internacional
| Juegos Olímpicos   | Juegos Olímpicos       | Juegos Olímpicos | Juegos Olímpicos |
| Año                | Lugar                  | Medalla          | Competición      |
| ------------------ | ---------------------- | ---------------- | ---------------- |
| 1936               | Berlín ( Alemania)     | Medalla de plata | K1 1000 m        |
| Campeonato Mundial |                        |                  |                  |
| Año                | Lugar                  | Medalla          | Competición      |
| 1938               | Vaxholm (Suecia)       | Medalla de plata | K1 1000 m        |
| Campeonato Europeo |                        |                  |                  |
| Año                | Lugar                  | Medalla          | Competición      |
| 1933               | Praga (Checoslovaquia) | Medalla de oro   | K1 1000 m        |
| 1934               | Copenhague (Dinamarca) | Medalla de plata | K2 1000 m        |